# Bosyska
Bosyska (Ballota nigra) uppträder som ruderatväxt kring byar och gårdar i södra och mellersta Sverige. För sin fräna lukt (jämför med plistrar och syskor) kallas den även "stinkmynta". Ett annat namn är bonässla.
Bland bosyskornas släktkaraktärer kan nämnas underläppens stora och breda mittflik och de smala, borstlika skärmbladen vid blommorna (blomskaftsbladen). Dessutom är blomfodret jämförelsevis djupare och trängre än hos övriga kransblommiga växter. Även om blommorna är små är de, liksom hos så många andra i denna familj, besöks de bara av  de förnämaste, de "intelligentaste" av alla blombesökare, nämligen bin och humlor. En hårpropp i blomkronans botten hindrar de blombesökande flugorna (svävflugorna) från att nå in till honungen, eftersom deras sugrör inte är tillräckligt smalt och spetsigt.